# 뱅상 엘바즈

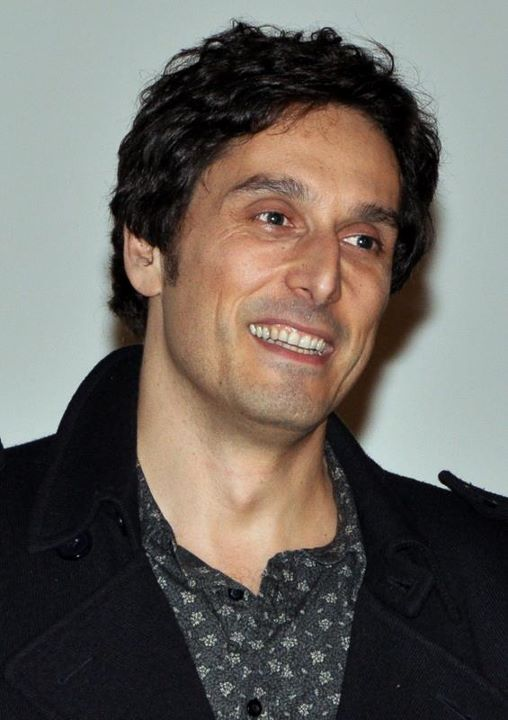

뱅상 엘바즈(프랑스어: Vincent Elbaz, 1971년 2월 3일 ~ )는 프랑스의 배우이다.
파리의 모로코계 유대인 가정에서 태어났다.

## 영화
- 거꾸로 가는 남자 (2018년)
- 르 주 (2018년)
- 트러블 위드 유 (2018년)
- 투 더 탑 (2017년)
- 넘버원 전화사기단 (2017년) - 질베르 페레즈 역
- 히 이븐 헤즈 유어 아이즈 (2016년)
- 프리메르 (2016년)
- 퍼블릭 프렌즈 (2015년)
- 노 리미트 (2013년)
- 내가 속인 진실 3 (2012년)
- 파이브 브라더스 (2010년)
- 어썰트 (2010년) - 티에리 역
- 뗄르망 프로쉬 (2009년)
- 공원 벤치 (2009년)
- 등산객 2 (2008년)
- 라스트 갱 (2007년)
- 틴 스피릿 (2007년)
- J'aurais voulu être un danseur (2007)
- 퍼퓸 오브 더 레이디 인 블랙 (2005, Le Parfum de la dame en noir)
- 썸머 씽스 (2002년)
- 불순한 제안 (2002년)
- Un pur moment de rock'n roll (1999)
- 아마도 (1999, Peut-être)
- 마법같은 이야기 (1998년)
- 등산객 (1997년)
- 내가 속인 진실 (1997년)
- 위험한 청춘 (1994년)